# Francesco De Filippo
Francesco De Filippo (Napoli, 1960) è uno scrittore, saggista e giornalista italiano.

## Biografia
Ha scritto ventuno libri, tra romanzi, saggi e varia; ne ha curati due. Il romanzo d'esordio, Una storia anche d'amore (Rizzoli, 2001,) ha vinto il premio Cypraea, è entrato in cinquina per il Premio Berto ed è stato finalista al Premio Arezzo. Il successivo, L'affondatore di gommoni (Arnoldo Mondadori Editore, 2004), è stato pubblicato nella Repubblica Ceca e in Francia dove è stato selezionato per il Supercampiello Europa e per il prestigioso premio Polar. La regista Maria Luisa Bigai ha ricavato dal romanzo una pièce teatrale dal titolo Bestie da sbarco/Sconcerto, con performance di tre musicisti jazz, portandolo in scena a Roma e Cosenza.
Numerosi suoi racconti sono stati pubblicati su quotidiani e periodici (la Repubblica, Carta (periodico), il manifesto); altri compaiono in antologie; diversi, inoltre, i titoli tradotti all'estero (Francia, Germania, Repubblica Ceca). I diritti del suo secondo romanzo, così come quelli del successivo, Sfregio, sono stati opzionati da due società produttrici per realizzare film cinematografici.
È giornalista dell'Agenzia ANSA dal 1986. Ha lavorato nelle redazioni di Napoli, di Roma per diciassette anni, di Genova; dal 2011 vive a Trieste. È stato corrispondente per Il Sole 24 ore, redattore capo di Arte & Carte, presidente della cooperativa di informazione e comunicazione Informedia e addetto stampa di numerose organizzazioni campane e nazionali.
Ha viaggiato spesso come inviato in Italia e all'estero (Francia, Spagna, Gran Bretagna, Germania, Cuba, Groenlandia, Giappone, Costa d'Avorio, Kurdistan). È stato invitato ai più importanti festival internazionali di letteratura francesi (Saint-Malo, Tolosa, Grenoble, Nantes, Bordeaux, Parigi), e svizzeri (Ginevra). Ha partecipato al progetto cultural-architettonico Uni(di)versité varato dall'Ambasciata di Francia in Italia insieme con atenei romani e Biblioteche di Roma.
Nel 2001 ha vinto due premi letterari internazionali: il Festival Paris Noir Archiviato il 2 gennaio 2012 in Internet Archive. con il romanzo L'offense e il Dott. Domenico Tulino con Come un italiano.
Nel 2013 è stato ospite di una résidence d'auteur in Provenza.

## Opere

### Narrativa
- Una storia anche d'amore, Rizzoli, 2001
- L'affondatore di gommoni, Arnoldo Mondadori Editore, 2003
- Sfregio, Arnoldo Mondadori Editore, 2006
- Quasi Uguali. Storie di immigrazione, Oscar Mondadori 2009
- Monnezza, Infinito Edizioni, 2010
- Come un italiano[6], Infinito Edizioni, 2012
- Le visioni di Johanna, Castelvecchi, 2019
- Prima sterminammo gli uccelli..., Castelvecchi, 2020
- Trieste è un’isola. Le prime e involontarie indagini di Vincenzo Tagliente, Castelvecchi 2024

### Saggistica
- Pubblicate esordienti? Guida pratica per chi ha un libro nel cassetto, con Emanuela De Crescenzo, Nutrimenti, 2004
- Questo mondo un po' sgualcito, conversazione di Francesco De Filippo con Andrea Camilleri, Infinito Edizioni, 2010
- Mafia Padana. Le infiltrazioni criminali in Nord Italia, con Paolo Moretti, 2011
- Sull'orlo del baratro, intervista al vicepresidente del Parlamento Europeo Gianni Pittella, con un intervento di Giorgio Napolitano, Infinito Edizioni, 2011
- Scampia e Cariddi. Viaggio tra i giovani del Sud al tempo della crisi, con Maria Frega, Editori Internazionali Riuniti, 2012
- Prima la politica. Italia e UE secondo il numero due del Parlamento Europeo: Gianni Pittella, Editori Internazionali Riuniti, 2013
- Nord Meridiano. Da Mirafiori ad Amazon, storie di giovani al tempo della crisi, con Maria Frega, EIR, 2014
- Il dragone rampante. 182 voci del potere cinese, Castelvecchi, 2016
- Prossimi umani, con Maria Frega, Giunti, 2018
- La nuova via della seta. Voci italiane sul progetto globale cinese, Castelvecchi, 2019
- Filosofia per i prossimi umani, con Maria Frega, Giunti, 2020
- Dai serpenti di Wuhan alle aragoste di Portofino, Castelvecchi, 2020
- No vax: il grande sogno negato, Castelvecchi, 2022
- Di pianeti e di uomini. In dialogo con Andrea Camilleri, Castelvecchi, 2025

### Varia
- Trieste. Locali storici e storiche botteghe 2, di Francesco De Filippo e Roberta Radini, Trart Edizioni, 2016
- Sicilia. Guida ai sapori e ai piaceri della regione 2018, Gruppo Editoriale L'Espresso, Roma, 2018
- Roma e Lazio. Guida ai sapori e ai piaceri della regione 2018, Gruppo Editoriale L'Espresso, Roma, 2018

### Curatele
- La mia vita dentro, di Luigi Morsello, a cura di Francesco De Filippo e Roberto Ormanni, Infinito Edizioni, 2010
- Alias MM, di Pino Sassano, a cura di Francesco De Filippo, Infinito Edizioni, 2011

### Tradotti all'estero
- Francia:
  - Le Naufrageur (L'affondatore di gommoni, tradotto da Serge Quadruppani), Métailié, 2007; anche in edizione pocket
  - L'Offense (Sfregio, tradotto da Serge Quadruppani), Métailié, da ottobre 2011
- Germania:
  - Gezeichnet (Sfregio, tradotto da Moshe Kahn), Lübbe, 2009;  anche in edizione pocket
- Repubblica Ceca:
  - Potàpeni gumovych elunu (L'affondatore di gommoni, tradotto da Katerina Amiourova), Baronet, 2004

### Pubblicati all'estero
Francia:
- Bel Paese, antologia di autori italiani curata da Serge Quadruppani, Métailié, 2013
- Caro Montalbano. Lettres au commissaire[7], raccolta di lettere al personaggio di Andrea Camilleri, Istituto Italiano di Cultura, Parigi 2017

### Documentari
- La bambina con la puzza al naso (2011), documentario, realizzato con il regista Aldo Vergine, sull'emergenza rifiuti a Napoli
- L'ultimo calore d'acciaio (2022), documentario, regia di Francesco De Filippo e Diego Cenetiempo, lavoro poetico sullo smantellamento dell'impianto siderurgico della Ferriera di Trieste